# 渡辺司 (1957年12月生のゴルファー)
渡辺司（わたなべ つかさ、1957年12月8日 - ）は日本のプロゴルファー。
1985年デビュー。ツアー競技での優勝はなかったが、1990年に行われた「中四国オープンゴルフ選手権競技」で、奥田靖己、河村雅之と並び5アンダーで並び、プレーオフにもつれ、惜敗する実績を持っていた。
1992年を最後にツアー競技から退いている。生涯獲得賞金額は789万7774円。
なお日本プロゴルフ協会、日本ゴルフツアー機構には「渡辺司（西）」として競技者登録をしている。これは、同姓同名異人の渡辺司が東日本地区にもいることから、混乱を避けるためにJPGAが改名を求めたが、双方とも拒否したため、便宜上関西出身（当頁）を「渡辺司・西」、関東出身を「渡辺司・東」とした。放送においても「関西の渡辺司」、「関東の渡辺司」と区分けしていたが、その後当頁の関西出身の渡辺司はツアーから退いているため、現在競技者として活動する関東出身の渡辺司は単に「渡辺司」と表記するようになった。